# Indranee Rajah

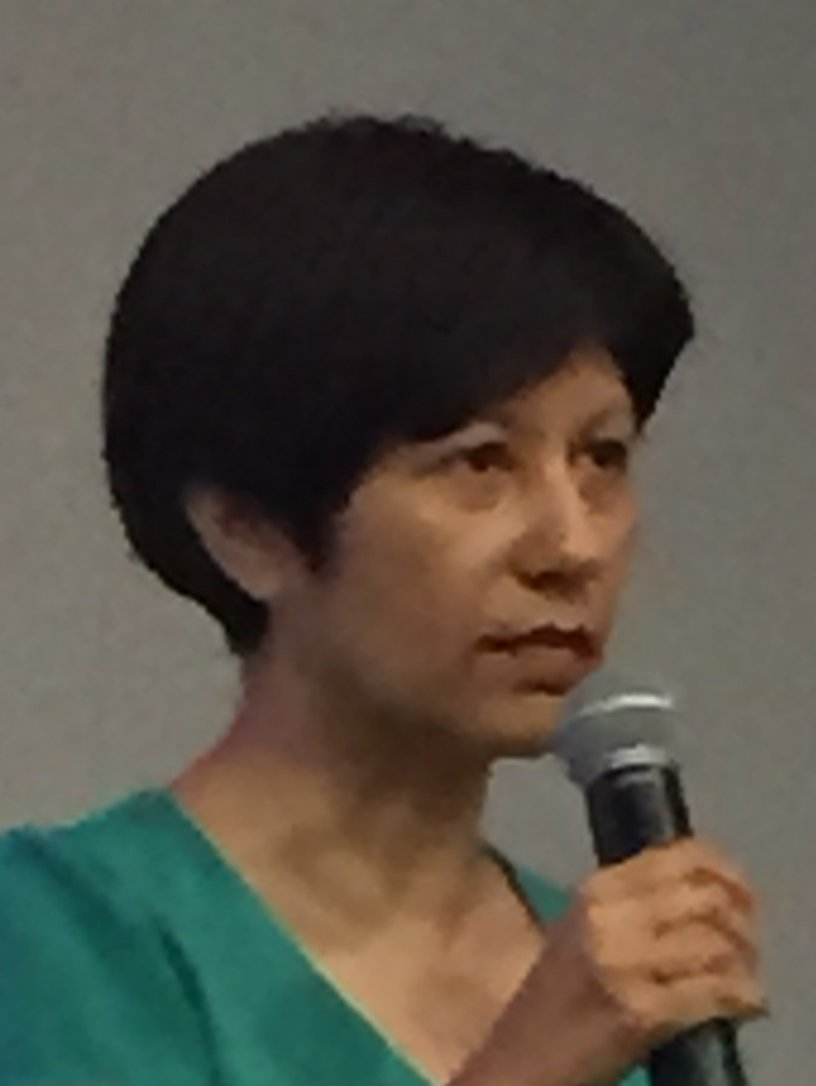
Indranee Rajah (2015)

Indranee Thurai Rajah (chinesisch 英兰妮, Tamil இந்திராணி ராஜா; * 12. April 1963) ist eine Politikerin der People’s Action Party (PAP) in Singapur, die seit 2001 Mitglied des Parlaments ist sowie mehrmals Ministerin war. Seit 2018 ist sie Ministerin im Amt des Premierministers, Zweite Finanzministerin und Zweite Bildungsministerin.

## Leben
Indranee Thurai Rajah absolvierte nach dem Schulbesuch ein Studium der Rechtswissenschaften und begann nach dessen Abschluss ihre berufliche Laufbahn 1987 als Rechtsanwältin in der international tätigen Anwaltskanzlei Freshfields Bruckhaus Deringer LLP. 1988 wechselte sie zu Drew & Napier, eine der führenden Anwaltskanzleien Singapurs, und wurde 1991 Direktorin der Kanzlei. Am 25. Oktober 2001 wurde sie für die People’s Action Party (PAP) erstmals im Gruppenvertretungswahlkreis (Group Representation Constituency) Tanjong Pagar GRC erstmals Mitglied des Parlaments und vertritt diesen Wahlkreis seither. Während ihrer langjährigen Parlamentszugehörigkeit war sie Mitglied zahlreicher Ausschüsse und wurde 2003 Leitende Beraterin des Präsidenten des Obersten Gerichts (Chief Justice of Singapore). Sie fungierte zwischen dem 8. November 2006 und dem 9. Oktober 2011 als Vizepräsidentin des Parlaments (Deputy Speaker of Parliament).
Am 1. November 2012 übernahm Indranee Rajah erstmals ein Amt in der Regierung und bekleidete zwischen dem 1. November 2012 und dem 30. September 2015 den Posten als Senior-Staatsministerin im Bildungsministerium im Kabinett von Premierminister Lee Hsien Loong. Zugleich fungierte sie vom 1. November 2012 bis zum 30. April 2018 als Senior-Staatsministerin im Justizministerium sowie zwischen dem 1. Oktober 2015 und dem 30. April 2018 als Senior-Staatsministerin im Finanzministerium, ehe sie zwischen dem 1. Mai und dem 30. Juni 2018 kurzzeitig Zweite Justizministerin war. Als Senior-Staatsministerin im Justizministerium war sie unter anderem zwischen 2012 und 2018 Co-Vorsitzende des Kabinettsausschusses für Familienrecht sowie als Senior-Staatsministerin im Bildungsministerium von 2012 bis 2015 Co-Vorsitzende des Kabinettsausschusses für angewandte Studien für Polytechnik und Informationstechnik.
Seit dem 1. Mai 2018 ist Indranee Rajah Ministerin im Amt des Premierministers (Minister, Prime Minister’s Office), Zweite Finanzministerin (Second Minister for Finance) und Zweite Bildungsministerin (Second Minister for Education).